# Tathothripa inversa
Tathothripa inversa är en fjärilsart som beskrevs av W. Warren 1912. Tathothripa inversa ingår i släktet Tathothripa och familjen trågspinnare. Inga underarter finns listade i Catalogue of Life.